# 橋本伸広
橋本 伸広（はしもと のぶひろ、1977年10月2日 - ）は、山形県出身の元プロバスケットボール選手である。ポジションはフォワード。194cm、96kg。

## 来歴
置賜農業高校卒業後、地元のクラブチームを経て、2004年に新潟アルビレックスBB入団。
2005年のbjリーグ発足の際にはプロテクトされたが、シーズン終了後に自由契約となる。
その後クラブチームに戻り、2年連続で国体に出場した。